# Ентоні Ґідденс
Барон Ентоні Ґідденс (англ. Anthony Giddens, Baron Giddens; нар. 18 січня 1938, англ. Edmonton — Лондон, Англія) — англійський соціолог.

## Біографія
- 18 січня 1938 — народився у Едмонтоні м. Лондон (Англія)[6]. Його батько його був клерком Лондонської ради пасажирського транспорту (London Passenger Transport Board).
- У 1959 р. — отримав академічне звання бакалавра в університеті Халл (Hull University), одержавши диплом в царині соціології й психології[7].
- З 1961 р. — почав роботу викладачем соціальної психології в університеті Лечестера (University of Leicester). Саме там він познайомився з Норбертом Еліасом і почав працювати над теоретичною базою свого погляду.
- З 1969 р. — викладає в Кембриджському університеті, де став одним із засновників Комітету із соціальних і політичних наук при економічному факультеті, який пізніше перетворився в повноцінний соціологічний факультет. Є одним із засновників відомого наукового видавництва «Політі Пресс».[8].
- з 1970 р. — старший викладач соціології в Кембриджському університеті[9].
- У 1974 р. — магістр Лондонської школи економіки й політичних наук (London School of Economics); доктор філософії Кембриджського університету (King's College, Cambridge). Працював в університеті Лейчестера і у Кембриджському університеті.
- Від 1985-1987 рр. — донині, є професором соціології в Кінг Коледжі, Кембридж (Велика Британія).
- Від 1997 р. — став радником англійського прем'єр-міністра Тоні Блера. Бере активну участь у політичних дебатах на стороні лівоцентристського крила лейбористської партії. Постійно бере участь у діяльності мозкового центру «Пулней Нетуорк».
- У 2002 р. — став лауреатом премії принца Астурійського за досягнення у соціальних науках.
- У 1997–2003 рр. — був директором Лондонської школи економіки й політичних наук.
- У червні 2004 р. — за наукові досягнення йому був даровано довічно особисте перство, право іменувати себе бароном Ґідденсом, титул пера Англії.
- Барон Е. Ґідденс є автором 34 книг і біля двохсот статей[10][11]. Його праці присвячені соціальній теорії та історичній соціології[12]. Його інтелектуальні праці перекладені на 29 різних мов світу; середня продуктивність пана Ентоні Ґідденса становить більше як одна книги на рік.
- За даними на 2007-й, він перебував на 5-му місці у списку авторів, що найбільше часто згадуються у соціології[6].

## Наукова позиція і філософські погляди
Відомий як творець соціальної «теорії структурації». Його теорія структурації найпривабливіша для пострадянських країн. Для нього соціальні системи — це репродукована соціальна практика, що не мають структур, але несуть на собі структурні властивості. Згідно з ним структура в соціальних системах проявляється у «відбитках» пам'яті та «репродуктивній праці», що орієнтують поведінку інформованих публічних діячів здібних до ерудиції. Він прив'язує структуру (у вигляді правил і ресурсів) до макро- соціальних систем і до мікро- рівнів пам'яті, і це поєднання розглядає як власне наукове досягнення. — Він робить спробу поєднати концепції класиків соціології — К. Маркса, Е. Дюркгейма та М. Вебера, знайти те спільне і притаманне їм. Визначаючи фундаментальні характеристики суспільства епохи модерну, він намагається сконструювати підстави для нової соціологічної концепції. Новим інструментом соціального пізнання повинна стати викладена ним теорія структурації. Поняття «структурації» дає можливість описати взаємодію структур і соціальної дії. Упродовж останніх років у соціології спостерігається постійний інтерес до теоретичних концепцій, зосереджених на розв'язанні проблеми поєднання агента (тобто індивіда як суб'єкта дії) та соціальної структури. Зокрема, сюди можна віднести теоретичні побудови Е. Ґідденса, М. Арчера, П. Бурдьє, Д. Локвуда, Н. Моузеліса, П. Штомпки та ін.. Загалом ці теорії постулюють себе як такі, що запропонували адекватне пояснення взаємних конституючих впливів людей/агентів та суспільства/соціальної структури, без надання засадничої переваги тій чи іншій стороні. Звичайно, питання адекватності таких пояснень залишається відкритим і потребує критичного розгляду. Проте відразу слід зазначити, що насамперед увагу дослідників привернула концепція структурації Е. Ґідденса, як найбільш провокативна й контроверсійна.
Хоча Е. Ґідденс почав наукову діяльність із перегляду робіт класиків соціальної теорії («Капіталізм і сучасна соціальна теорія», 1971 р.), але на його теоретичні погляди вплинула філософія М. Гайдеггера (концепція інтерпретації часу й буття). Він використовує постулат М. Гайдеггера, що ні простір, ні час не можуть бути розглянуті в сучасній філософії й соціальної теорії й трактуванню І. Канта, як рамки «структури» соціальних об'єктів і їх діяльності. Поняття простору й часу можуть інтерпретуватися тільки як постійне спадкоємне змішання присутності й відсутності. У першу чергу він виступає проти аксіоматичних теорій «функціоналізму» і «еволюціонізму». За його визначенням «функціоналізм» є доктриною, що:
1. постулює наявність «потреб» у соціальних систем і суспільств, а
2. забезпечує визначення шляхів, по яких суспільства задовольняють ці потреби, представляє як пояснення того, чому частки й конкретні соціальні процеси відбуваються так, як вони відбуваються.

Подібне трактування «функціоналізму», відповідно Е. Ґідденса, містить у собі як «нормативний функціоналізм» Т. Парсонса, так і «конфліктний функціоналізм» Р. К. Мертона. Е. Ґідденс стверджує, що функціоналізм ґрунтується на неправильному поділі соціальної статики й динаміки, синхронізації й діахронізації. Це призводить до шерегу грубих логічних помилок. При вивченні систем діахронічно ми аналізуємо, як вони змінюються в часі, що в рамках функціональної традиції неминуче призводить до ідентифікації часу із соціальними змінами. Він активно заперечує функціональне трактування тільки в контексті просторово-тимчасових відносин (зрозумілих ним відповідно до філософської концепції М. Гайдеггера) і розумітися як один з елементів серед інших в обладнанні соціальної системи. До того ж, полемізуючи з поглядами Маркса, він стверджує, що поняття влади й свободи (волі) не є опозиційними. Навпаки, влада лежить глибоко в основі природи людського агенту і «вільна діяти інакше». Влада, відповідно до теорії структуризації, визначається як породжувана «в і через» відтворення структур домінування. Також Е. Ґідденс виступає проти ототожнення суспільства з національною державою. Скоріше слід говорити про «соціальні системи й інституції, які можуть бути (а можливо й ні) обмежені національними кордонами».
Е. Ґідденс відкидає соціологічний позитивізм Е. Дюркгейма й протиставляє йому близький до М. Вебера метод «подвійної герменевтики», в основі якого лежить уявлення, що соціологи, на відміну від представників природничих наук, повинні інтерпретувати соціальний світ, уже підданий інтерпретації самими акторами. У теорії структурації він пробує створити моністичне уявлення про соціальну реальність, у якій елімінується опозиція діяльного (суб'єктивного) і структурного (об'єктивного) аспектів. Із цією метою він уводить концепцію «дуальності структури», згідно з якою структура є одночасно засобом здійснення діяльності та її результатом. В останніх працях Е. Ґідденс вивчає відмінності між традиційною й пост-традиційною культурами (премодерном і модерном) з погляду їх впливу на ідентичність, інтимні відносини й політичні інститути.
Нині існує шерег вторинної літератури, що продовжує розвиток теорії структуризації Е. Ґідденса (наприклад, І. Дж. Коген, «Теорія структуризації», 1989 р.).
Критики обвинувачують пана Е. Ґідденса у «винаході велосипеда» там, де соціологічні теорії соціальної дії, структури й змін уже виробили досить ясні варіанти відповідей. Також, як і пана Т. Парсонса, його звинувачують у відриві від емпіричної реальності й науковому обскурантизмі (наприклад: Дж. Кларк, «Е. Ґідденс — Консенсус і полеміка», 1990 р.).
Своєю головною метою Е. Ґідденс й донині вважає перебудову соціальних теорій і перегляд сучасного розуміння розвитку й напрямку руху суспільства епохи модерну.

### Періодизація інтелектуальної праці
У науковій кар'єрі Е. Ґідденса можна виділити три виразні періоди:
1. У 1970-і роки він займається виробленням нового уявлення про соціологію на підставі критичного аналізу класиків, сформулював принципово нове розуміння соціології, під нову концепцію автор підвів досить солідний теоретичний і методологічний базис (серед найважливіших його робіт того часу слід виділити «Капіталізм і сучасна суспільна теорія» — «Capitalism and Modern Social Theory», «Нові правила соціологічного методу» — «New Rules of Sociological Method»);
2. наприкінці 1970-х й вже у 1980-і роки його головна увага прив'язана до створення і розвитку теорії структурації, він розробив теорію структуризації — метод аналізу улаштування й потенціалу дії без визначення первинного з них (серед найважливіших його робіт того часу слід виділити «Центральні проблеми соціальної теорії» — «Central Problems in Social Theory», «Улад суспільства» — «The Constitution of Society»). З розробкою теорії структурації пов'язаний також перегляд традиційного розуміння раціональності (зокрема, через поняття «практичної свідомості» — нерефлексованого знання, яке, тим не менше, індивід вміє ситуативно застосовувати. Цей тип свідомості співіснує з «дискурсивною», яка якраз втілює понятійно означене знання, хоча межі між ними не завжди надто чіткі[15];
3. а з початку 1990-х років Е. Ґідденс звертається до тем модерну, глобалізації й політичних проблем, він сконцентрувався на питаннях сучасного улаштування суспільства, глобалізації й політичних взаємодій. Саме в цей час він зайнявся критикою доби постмодерну й обговоренням нового «утопічно-реалістичного» методу політичної взаємодії («Наслідок модерну» — «Consequence of Modernity», «Модерн і самоідентифікація» — «Modernity and Self- Identity», «Трансформація інтимності» — «The Transformation of Intimacy», «За гранню правого й лівого» — «Beyond Left and Right», «Третій шлях: Відновлення соціальної демократії» — «The Third Way: The Renewal of Social Democracy»)[8][6].

### Українською
- «Соціологія», Ентоні Ґідденс, вид. «Основи», м. Київ, 1999 р. ISBN 966-500-151-5 (це курс лекцій, який автор читав вже багато років в Оксфорді протягом 1989–1997 рр.).

### Англійською
- Giddens, Anthony (1971) Capitalism and Modern Social Theory. An Analysis of the writings of Marx, Durkheim and Max Weber. Cambridge: Cambridge University Press. («Капитализм и современная социальная теория: анализ работ Маркса, Дюркгейма и Макса Вебера»)
- Giddens, Anthony (1976) Functionalism: apres la lutte, Social Research, 43, 325—66
- Giddens, Anthony (1976) New Rules of Sociological Method: a Positive Critique of interpretative Sociologies. London: Hutchinson.
- Giddens, Anthony (1977) Studies in Social and Political Theory. London: Hutchinson.
- Giddens, Anthony (1979) Central problems in Social Theory: Action, Structure and Contradiction in Social Analysis. London: Macmillan.
- Giddens, Anthony (1981) A Contemporary Critique of Historical Materialism. Vol. 1. Power, Property and the State. London: Macmillan.
- Giddens, Anthony (1981) The Class Structure of the Advanced Societies. London: Hutchinson. («Класова структура в розвинутому суспільстві»)
- Giddens, Anthony (1982) Sociology: a Brief but Critical Introduction. London: Macmillan.
- Giddens, Anthony (1982) Profiles and Critiques in Social Theory. London: Macmillan.
- Giddens, Anthony & Mackenzie, Gavin (Eds.) (1982) Social Class and the Division of Labour. Essays in Honour of Ilya Neustadt. Cambridge: Cambridge University Press.
- Giddens, Anthony (1984) The Constitution of Society. Outline of the Theory of Structuration. Cambridge: Polity Press.
- Giddens, Anthony (1985) A Contemporary Critique of Historical Materialism. Vol. 2. The Nation State and Violence. Cambridge: Polity Press.
- Giddens, Anthony (1986) Durkheim. London: Fontana Modern Masters.
- Giddens, Anthony (1990) The Consequences of Modernity. Cambridge: Polity Press.
- Giddens, Anthony (1991) Modernity and Self-Identity. Self and Society in the Late Modern Age. Cambridge: Polity Press.
- Giddens, Anthony (1992) The Transformation of Intimacy: Sexuality, Love and Eroticism in Modern Societies. Cambridge: Polity Press.
- Beck, Ulrich & Giddens, Anthony & Lash, Scott (1994) Reflexive Modernization. Politics, Tradition and Aesthetics in the Modern Social Order. Cambridge: Polity Press.
- Giddens, Anthony (1994) Beyond Left and Right — the Future of Radical Politics. Cambridge: Polity Press.
- Giddens, Anthony (1995) Politics, Sociology and Social Theory: Encounters with Classical and Contemporary Social Thought. Cambridge: Polity Press.
- Giddens, Anthony (1996) In Defence of Sociology. Cambridge: Polity Press.
- Giddens, Anthony (1996) Durkheim on Politics and the State. Cambridge: Polity Press.
- Giddens, Anthony (1998) The Third Way. The Renewal of Social Democracy. Cambridge: Polity Press.
- Giddens, Anthony (1999) Runaway World: How Globalization is Reshaping Our Lives. London: Profile.
- Hutton, Will & Giddens, Anthony (Eds.) (2000) On The Edge. Living with Global Capitalism. London: Vintage.
- Giddens, Anthony (2000) The Third Way and Its Critics. Cambridge: Polity Press.
- Giddens, Anthony (2000) Runaway World. London: Routledge.
- Giddens, Anthony (2001) Sociology. Cambridge: Polity Press.
- Giddens, Anthony (Ed.) (2001) The Global Third Way Debate. Cambridge: Polity Press.
- Giddens, Anthony (2002) Where Now for New Labour? Cambridge: Polity Press.
- Giddens, Anthony (Ed.) (2003) The Progressive Manifesto. New Ideas for the Centre-Left. Cambridge: Polity Press.
- Giddens, Anthony (Ed.) (2005) The New Egalitarianism Cambridge: Polity Press.
- Giddens, Anthony (2006) Sociology (Fifth Edition). Cambridge: Polity.
- Giddens, Anthony (2007) Europe In The Global Age. Cambridge: Polity.
- Giddens, Anthony (2007) Over to You, Mr Brown — How Labour Can Win Again. Cambridge: Polity.
- Giddens, Anthony (2009) The Politics of Climate Change. Cambridge: Polity.
- Giddens, Anthony (2009) Sociology (Sixth Edition). Cambridge: Polity.

### Російською (книжки)
- Гидденс, Э. Социология / Пер. с англ.; науч. ред. В. А. Ядов; общ. ред. Л. С. Гурьевой, Л. Н. Посилевича. — М.: Эдиториал УРСС, 1999. — 703 с. ISBN 5-354-01093-4, ISBN 0-7456-2311-5 архивный файл — * Гидденс, Э. Ускользающий мир. Как глобализация меняет нашу жизнь. — М.: изд. «Весь мир», 2004. ISBN 5-7777-0304-6
- Гидденс, Э. Трансформация интимности. Сексуальность, любовь и эротизм в современных обществах / Пер. с англ. В. Анурина. — СПб.: Питер, 2004. ISBN 5-469-00133-4 рецензия [Архівовано 17 січня 2008 у Wayback Machine.]
- Гидденс, Э. Устроение общества: Очерк теории структурации. — М.: Академический проект, 2005. ISBN 5-8291-0629-9

### Російською (статті)
1. «Современная теоретическая социология» (Статья в: THESIS. — 1994. — № 5. — С. 107–134.), Реф. сб. / РАН. ИНИОН. Лаб. социол.; Отв. ред. Ю. А. Кимелев; Ред. -сост. Н. Л. Полякова. — М.: ИНИОН, 1995 г. — 155 с.
2. Гидденс Э. Политика, управление и государство // Рубеж (альманах социальных исследований). 1992. № 3. С. 78—107.
3. Гидденс Э. Пол, патриархат и развитие капитализма // Социологические исследования. 1992. № 7. С. 135–140.
4. Гидденс Э. Стратификация и классовая структура // Социологические исследования. 1992. № 9. С. 112–123.
5. Гидденс Э. Стратификация и классовая структура // Социологические исследования. 1992. № 11. С. 107–120.
6. Гидденс Э. Девять тезисов о будущем социологии // THESIS: теория и история экономических и социальных институтов и систем. — 1993. — № 1. — С. 57—82. реферат
7. Гидденс Э. Судьба, риск и безопасность // THESIS. — 1994. — № 5. — С. 107–134.
8. Гидденс Э. Новые правила социологического метода / Пер. с англ. С. П. Баньковской // Теоретическая социология: Антология: В 2 ч. / Пер. с англ., фр., нем., ит. Сост. и общ. ред. С. П. Баньковской. — М.: Книжный дом «Университет», 2002. — Ч. 2. — 424 с. ISBN 5-8013-0046-5